# Стенли куп плејоф 2012.
Стенли куп плејоф Националне хокејашке лиге (НХЛ) који је одигран 2012. године почео је 11. априла а завршен 11. јуна победом Лос Анђелес кингса над Њу Џерзи девилсима, резултатом 4-2 у финалној серији. Овим тријумфом, Лос Анђелес кингси стигли су до свог првог Стенлијевог трофеја у овом такмичењу.
Шеснаест тимова који су се пласирали у плејоф, по осам из обе дивизије, играли су елиминаторни турнир у серијама на четири добијене утакмице кроз четири фазе такмичења (четвртфинале конференције, полуфинале конференције, финале конференције и Стенли куп финале). Овај формат се примењује од плејофа 1999. године.
Ово је тек други пут од 1996. године да се ни један од канадских тимова није домогао друге рунде. Флорида пантерси су се вратили у плејоф а њихово последње учешће било је 2000. године, што је један од најдужих низова без завршне фазе у историји лиге.
Након што су пласман у ову фазу обезбедили у претпоследњој утакмици регуларног дела сезоне, Лос Анђелес кингси су постали први клуб у историји НХЛ-а постављен за осмог носиоца (последњег) који је успео да узме Стенли куп (и тек други који је ушао у финале после Едмонтон ојлерса 2006. године). Такође су и други у историји којима је пошло за руком да у истој сезони елиминише првог, другог и трећег носиоца (први су то успели да учине Калгари флејмси још 2004. али су кингси први то урадили по редоследу од првог до трећег). Кингси су још постали и први тим који је до финала дошао без пораза у гостима (8 од 8).
Као шести носилац у својој конференцији, Њу Џерзи девилси су били најлошије позиционирани носилас који је у великом финалу имао предност домаћег терена, рушећи при том стари рекорд који су сами поставили када су освојили шампионат 2000. године као четврти носилац.
Голман кингса Џонатан Квик, који је у просеку примао 1,41 гол по утакмици, добио је на крају плејофа Кон Смајтов трофеј као најкориснији играч елиминационог турнира (МВП).

## Учесници плејофа
У плејоф су се пласирали шампиони свих шест дивизија и по пет најбољих екипа из сваке конференције на основу коначне табеле након завршетка регуларног дела сезоне 2011/12, укупно 16 тимова, по осам из сваке конференције. Тимовима су додељене позиције 1-8 на основу пласмана у својој конференцији.
Њујорк ренџерси (Атлантик), Вашингтон капиталси (Југоисток), Флорида пантерси (Североисток), Сент Луис блуз (Централ), Финикс којотси (Пацифик) и Ванкувер канакси (Северозапад) били су шампиони својих дивизија по завршетку лигашког дела сезоне 2011/12. Ванкувер канакси су освојили и трофеј Президентс као најбоље пласирани тим лигашког дела такмичења (111 бодова).
Тимови који су се квалификовали за Стенли куп плејоф 2012. следе испод.
| Шампиони источних дивизија |                                 |        |
| #                          | Клуб                            | Бодови |
| (1)                        | Њујорк ренџерси (Атлантик)      | 109    |
| (2)                        | Флорида пантерси (Североисток)  | 102    |
| (3)                        | Вашингтон капиталси (Југоисток) | 94     |
|                            |                                 |        |
| По пласману на Истоку      |                                 |        |
| #                          | Клуб                            | Бодови |
| (4)                        | Питсбург пенгвинси (Атлантик)   | 108    |
| (5)                        | Филаделфија флајерси (Атлантик) | 103    |
| (6)                        | Њу Џерзи девилси (Атлантик)     | 102    |
| (7)                        | Вашингтон капиталси (Југоисток) | 92     |
| (8)                        | Отава сенаторси (Североисток)   | 92     |

| Шампиони западних дивизија |                                |        |
| #                          | Клуб                           | Бодови |
| (1)                        | Ванкувер канакси (Северозапад) | 111    |
| (2)                        | Сент Луис блуз (Централ)       | 109    |
| (3)                        | Финикс којотси (Пацифик)       | 97     |
|                            |                                |        |
| По пласману на Западу      |                                |        |
| #                          | Клуб                           | Бодови |
| (4)                        | Нешвил предаторси (Централ)    | 104    |
| (5)                        | Детроит ред вингси (Централ)   | 102    |
| (6)                        | Чикаго блекхокси (Централ)     | 101    |
| (7)                        | Сан Хозе шаркси (Пацифик)      | 96     |
| (8)                        | Лос Анђелес кингси (Пацифик)   | 95     |

## Распоред и резултати серија
| Четвртфинала конференција (прва рунда) |

| Источна конференција | Источна конференција | Источна конференција | Источна конференција | Источна конференција |
| -------------------- | -------------------- | -------------------- | -------------------- | -------------------- |
| (1)                  | Њујорк ренџерси      | 4-3                  | Отава сенаторси      | (8)                  |
| (2)                  | Бостон бруинси       | 3-4                  | Вашингтон капиталси  | (7)                  |
| (3)                  | Флорида пантерси     | 3-4                  | Њу Џерзи девилси     | (6)                  |
| (4)                  | Питсбург пенгвинси   | 2-4                  | Филаделфија флајерси | (5)                  |

| Западна конференција | Западна конференција | Западна конференција | Западна конференција | Западна конференција |
| -------------------- | -------------------- | -------------------- | -------------------- | -------------------- |
| (1)                  | Ванкувер канакси     | 1-4                  | Лос Анђелес кингси   | (8)                  |
| (2)                  | Сент Луис блуз       | 4-1                  | Сан Хозе шаркси      | (7)                  |
| (3)                  | Финикс којотси       | 4-2                  | Чикаго блекхокси     | (6)                  |
| (4)                  | Нешвил предаторси    | 4-1                  | Детроит ред вингси   | (5)                  |

| Полуфинала конференција (друга рунда) |

| Источна конференција | Источна конференција | Источна конференција | Источна конференција | Источна конференција |
| -------------------- | -------------------- | -------------------- | -------------------- | -------------------- |
| (1)                  | Њујорк ренџерси      | 4-3                  | Вашингтон капиталси  | (7)                  |
| (5)                  | Филаделфија флајерси | 1-4                  | Њу Џерзи девилси     | (6)                  |

| Западна конференција | Западна конференција | Западна конференција | Западна конференција | Западна конференција |
| -------------------- | -------------------- | -------------------- | -------------------- | -------------------- |
| (2)                  | Сент Луис блуз       | 0-4                  | Лос Анђелес кингси   | (8)                  |
| (3)                  | Финикс којотси       | 4-1                  | Нешвил предаторси    | (4)                  |

| Финала конференција |

| Источна конференција | Источна конференција | Источна конференција | Источна конференција | Источна конференција |
| -------------------- | -------------------- | -------------------- | -------------------- | -------------------- |
| (1)                  | Њујорк ренџерси      | 2-4                  | Њу Џерзи девилси     | (6)                  |

| Западна конференција | Западна конференција | Западна конференција | Западна конференција | Западна конференција |
| -------------------- | -------------------- | -------------------- | -------------------- | -------------------- |
| (3)                  | Финикс којотси       | 1-4                  | Лос Анђелес кингси   | (8)                  |

| СТЕНЛИ КУП ФИНАЛЕ |                  |     |                    |       |
| (И-6)             | Њу Џерзи девилси | 2-4 | Лос Анђелес кингси | (З-8) |

| Шампиони 2012.                   |
| -------------------------------- |
| Лос Анђелес кингси (прва титула) |

## Статистика

### Тимови
| Клуб                 | ОУ | П  | И  | ГД | ГП | ГДУ  | ГПУ  | ИВ   | ИМ   |
| -------------------- | -- | -- | -- | -- | -- | ---- | ---- | ---- | ---- |
| Лос Анђелес кингси   | 20 | 16 | 4  | 57 | 30 | 2.85 | 1.50 | 12.8 | 92.1 |
| Њу Џерзи девилси     | 24 | 14 | 10 | 59 | 58 | 2.46 | 2.42 | 15.3 | 73.2 |
| Њујорк ренџерси      | 20 | 10 | 10 | 43 | 41 | 2.15 | 2.05 | 17.8 | 84.0 |
| Финикс којотси       | 16 | 9  | 7  | 37 | 35 | 2.31 | 2.19 | 14.0 | 90.8 |
| Вашингтон капиталси  | 14 | 7  | 7  | 29 | 30 | 2.07 | 2.14 | 17.9 | 87.5 |
| Филаделфија флајерси | 11 | 5  | 6  | 41 | 44 | 3.73 | 4.00 | 35.7 | 72.3 |
| Нешвил предаторси    | 10 | 5  | 5  | 22 | 21 | 2.20 | 2.10 | 12.2 | 85.7 |
| Сент Луис блуз       | 9  | 4  | 5  | 20 | 23 | 2.22 | 2.56 | 17.1 | 92.1 |
| Флорида пантерси     | 7  | 3  | 4  | 17 | 18 | 2.43 | 2.57 | 33.3 | 80.0 |
| Бостон бруинси       | 7  | 3  | 4  | 15 | 16 | 2.14 | 2.29 | 8.7  | 84.2 |
| Отава сенаторси      | 7  | 3  | 4  | 13 | 14 | 1.86 | 2.00 | 15.4 | 84.4 |
| Чикаго блекхокси     | 6  | 2  | 4  | 12 | 17 | 2.00 | 2.83 | 5.3  | 78.9 |
| Питсбург пенгвинси   | 6  | 2  | 4  | 26 | 30 | 4.33 | 5.00 | 31.0 | 47.8 |
| Сан Хозе шаркси      | 5  | 1  | 4  | 8  | 14 | 1.60 | 2.80 | 11.8 | 66.7 |
| Детроит ред вингси   | 5  | 1  | 4  | 9  | 13 | 1.80 | 2.60 | 17.4 | 90.9 |
| Ванкувер канакси     | 5  | 1  | 4  | 8  | 12 | 1.60 | 2.40 | 14.3 | 88.5 |

Статистика је преузета са званичног сајта НХЛ лиге.
(Легенда: ОУ-одигране утакмице; П-победе; И-изгубљене утакмице; ГД-дати голови; ГП-примљени голови; ГДУ-просек датих голова по утакмици; ГПУ-просек примљених голова по утакмици; ИВ-реализација играча више; ИМ-одбрана са играчем мање)